# Steve Swallow
Steve Swallow, född 4 oktober 1940 i Fair Lawn i Bergen County, New Jersey, är en amerikansk jazzbasist och kompositör.
Som barn studerade Swallow piano och trumpet innan han bytte till kontrabas vid 14 års ålder. Medan han gick i privatskola började han få upp intresset för jazzimprovisation. 1960 lämnade han Yale, där han studerade musik, och flyttade till New York, och började spela med Jimmy Giuffre's Trio tillsammans med Paul Bley. Efter att han gått med i Art Farmers band år 1964 började Swallow att skriva egen musik. Under 1960-talet började även hans långvariga samarbete med Gary Burton.
I början av 1970-talet bytte Swallow till enbart elbas. Tillsammans med Bob Cranshaw var Swallow bland de första jazzbasisterna att göra det (med understöd från Swallows favorittrummis, Roy Haynes). Han spelar med plektrum och hans stil involverar intrikade solon i de övre registren.
1978 blev Swallow en grundläggande och trofast medlem i Carla Bleys band. Han turnerade omfattande med John Scofield i början av 1980-talet och har återvänt till detta samarbete under åren, bland annat på skivan I Can See Your House from Here med Scofield och Pat Metheny.
Hans kompositioner har spelats av, bland annat, Jim Hall (som har spelat in Swallows första låt, "Eiderdown"), Bill Evans, Chick Corea, Stan Getz och Gary Burton.

## Diskografi (i urval)
- Hotel Hello (med Gary Burton)
- Duets (med Carla Bley)
- Go Together (med Carla Bley)
- Are We There Yet? (med Carla Bley)
- Carla
- Swallow
- Real Book
- Deconstructed
- Always Pack Your Uniform On Top
- Damaged in Transit